# Rossignol akahigé
Larvivora akahige
Espèce
Statut de conservation UICN

 LC  : Préoccupation mineure
Le Rossignol akahigé (Larvivora akahige) est une espèce d'oiseaux de la famille des Muscicapidae.
Son aire s'étend du sud de Sakhaline et des Kouriles à travers le Japon.
En japonais, le rossignol akahige est appelé komadori (コマドリ), et c'est le rossignol komadori (Larvivora komadori) qui est appelé akahige (アカヒゲ).